# Playa de Santiago (Alajeró)
Playa de Santiago es una localidad del municipio de Alajeró situado al sur de la isla de La Gomera, en Canarias, España. Con 1100 habitantes es la entidad más poblada del sur de la isla.

## Historia
El origen de la localidad está en un núcleo de pescadores que acaban construyendo dos fábricas de conservas y una serie de instalaciones para la residencia de los empleados y la reparación de los barcos.
En 1917 se instala la sociedad noruega Nowga y una década después se establece la firma agrícola Los Rodríguez López. La agricultura de regadío adquiere entonces un notable auge, gracias a la canalización de las aguas de la zona alta y desde un pequeño muelle de Playa Santiago se exportan las cosechas de tomates y plátanos que se producen en el lugar. La crisis de los años 60 y 70 acaba con este pequeño emporio sureño, abandonándose la mayor parte de las tierras de cultivo y cerrándose incluso las fábricas.
En los últimos años, se perfila en Playa Santiago una nueva actividad económica: el turismo y los servicios. Las mejoras llevadas a cabo en el puerto, para uso pesquero y deportivo, y la construcción por parte de la compañía Fred Olsen de un complejo hostelero, el Hotel Jardín Tecina y el único campo de golf de la isla, Tecina Golf, han convertido a esta entidad en una de las prósperas en la isla.

## El puerto
El Puerto de playa Santiago es de titularidad auntonómica. Su dique principal mide 222 metros y con 100 amarres admite embarcaciones de hasta 30 metros de eslora. Desde el muelle parten excursiones marítimas y ferris.

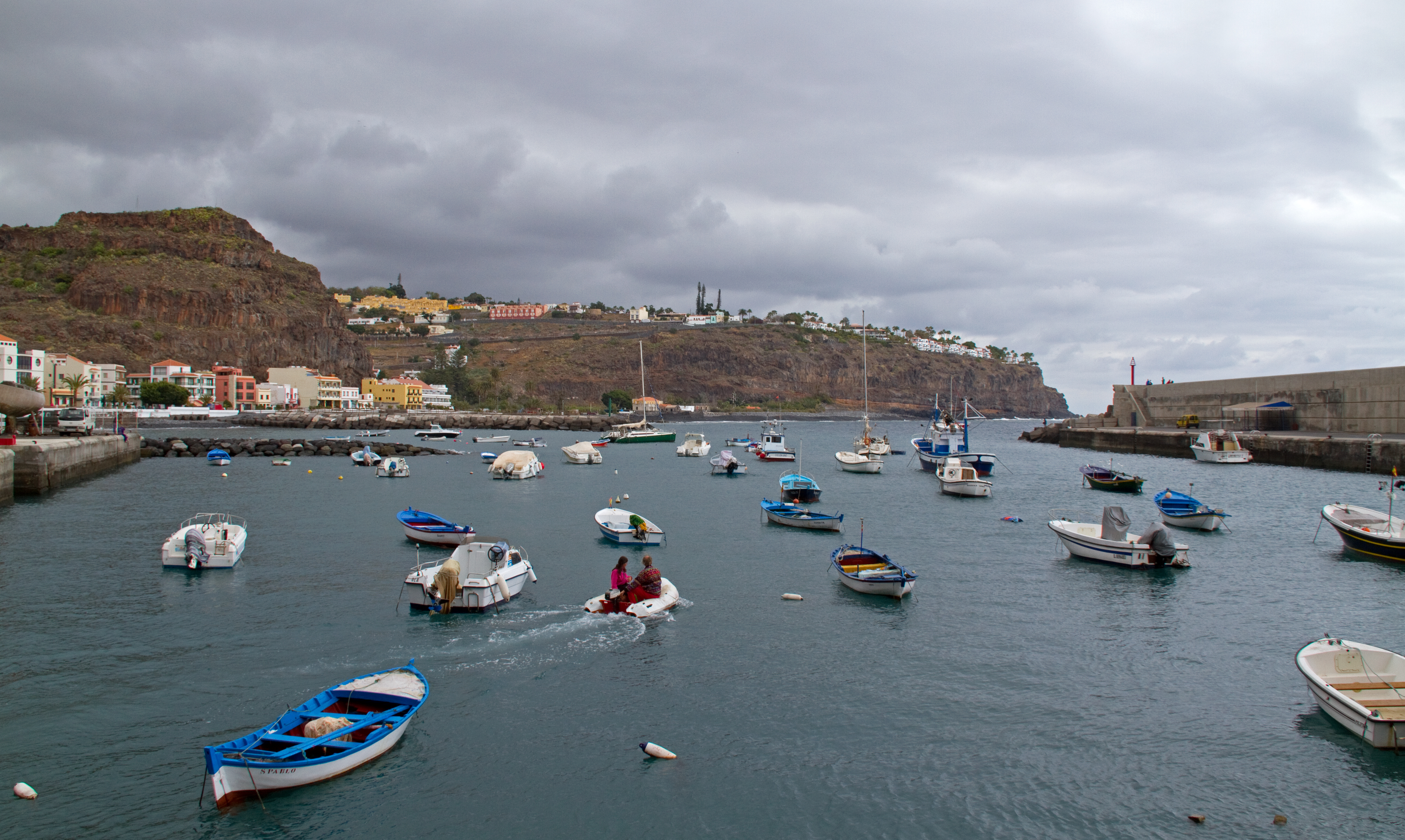
El puerto.

La compañía Garajonay Express unió Playa Santiago con el puerto Valle de Gran Rey y con el puerto de San Sebastián de la Gomera y desde éste hasta el puerto de Los Cristianos al sur de Tenerife, haciendo escala con la compañía Fred Olsen, con una duración de la travesía de 1 h y 10 minutos aproximadamente. Sin embargo, el servicio cesó en noviembre de 2008. Desde marzo de 2009, el servicio se reestableció por parte de la compañía Fred. Olsen Express quedando nuevamente interrumpido el 1 de febrero de 2012, por falta de subvención.
Desde septiembre de 2017, la línea interior gomera (de la cual Playa Santiago forma parte), ha sido reanudada por Fred. Olsen Express, mediante un barco de nueva construcción (llamado Benchi Express) encargado expresamente para realizar dicho servicio. De esta forma, Playa Santiago queda conectada de nuevo por vía marítima con el puerto de Valle Gran Rey y con el de San Sebastián, evitando desplazamientos innecesarios por las tortuosas carreteras de la isla.

## La playa
Playa de unos 1000 metros de longitud con arena y grava oscuras. Tiene aguas claras y limpias muy frecuentada en verano.